# Come on Over Baby (All I Want Is You)
Come on Over Baby (All I Want Is You) è una canzone scritta dalla cantante pop Christina Aguilera, insieme a Paul Rein, Johan Aberg, dal gruppo Celebrity Status, Guy Roche, Shelly Peiken e Ron Fair per l'album di debutto della cantante Christina Aguilera del 1999. La produzione è stata affidata a Fair e
Celebrity Status.
Nella canzone la Aguilera si rivolge ad un suo ipotetico fidanzato, dicendogli di "farsi avanti", dato che lui è tutto ciò che desidera ("come on over baby ... 'cause all I want is you"). Il brano è stato estratto come quarto singolo dell'album nell'estate del 2000, ed è stato il primo disco nel quale alla Aguilera è stato dato un significativo controllo creativo. Il brano ha raggiunto la vetta della classifica negli Stati Uniti, ed ha ottenuto un notevole successo anche in Oceania.

## Promozione
La Aguilera si è esibita con la canzone agli MTV Video Music Awards del 2000 insieme al rapper Fred Durst.

## Video musicale
Il video musicale, diretto da Paul Hunter è anche la prima occasione nella quale alla Aguilera fu consentito di avere voce in capitolo relativamente al proprio look. Nel video infatti la cantante appare con un abbigliamento molto più sexy che in precedenza, e con ciocche di capelli colorate. Il look della Aguilera sarà in seguito adottato anche in occasione della promozione spagnola dell'album Mi reflejo e del tour successivo.

## Tracce
CD singolo - Versione statunitense ed europea
1. Come on Over Baby (All I Want Is You) – 3:40
2. Ven conmigo (Solamente tú) – 3:12

CD singolo - Versione australiana e versione singolo maxi europea
1. Come on Over Baby (All I Want Is You) (Radio Version) – 3:23
2. Ven conmigo (Solamente tú) – 3:12
3. I Turn to You (Cutfather & Joe Remix) – 4:14

CD maxi singolo - Versione statunitense
1. Come on Over Baby (All I Want Is You) (US Radio Version) – 3:41
2. Come on Over Baby (All I Want Is You) (Blacksmith Club Mix) – 5:42
3. Come on Over Baby (All I Want Is You) (Sunship Vocal Mix) – 4:28
4. Come on Over Baby (All I Want Is You) (Album Version) – 3:08
5. Come on Over Baby (All I Want Is You) (Video)

Vinile 12" singolo - Versione inglese
Lato A
1. Come on Over Baby (All I Want Is You) (Blacksmith Club Mix) – 5:44
2. Come on Over Baby (All I Want Is You) (Blacksmith R&B Rub) – 5:08

Lato B
1. Come on Over Baby (All I Want Is You) (Sunship Vocal Mix) – 4:28
2. Come on Over Baby (All I Want Is You) (Sunship Dub) – 4:28

## Classifiche
| Classifica (2000) | Posizione più alta |
| ----------------- | ------------------ |
| Stati Uniti       | 1                  |
| Nuova Zelanda     | 2                  |
| Canada            | 4                  |
| Regno Unito       | 8                  |
| Irlanda           | 9                  |
| Australia         | 9                  |
| Paesi Bassi       | 9                  |
| Svizzera          | 21                 |
| Belgio (Fiandre)  | 21                 |
| Belgio (Vallonia) | 22                 |
| Svezia            | 23                 |
| Francia           | 33                 |
| Austria           | 35                 |
| Italia            | 48                 |

### Classifiche di fine anno
| Classifica (2000) | Posizione più alta |
| ----------------- | ------------------ |
| Australia         | 31                 |
| Paesi Bassi       | 65                 |
| Svizzera          | 65                 |
| Stati Uniti       | 38                 |